# Lipljan
Lipljan (em sérvio:  Липљан, transl. Lipljan; em albanês:  Lipjani) é um município da Província Autônoma de Cossovo e Metóquia, localizado no Distrito de Kosovo, sendo de jure parte da República da Sérvia. 
Sua área é de 401 km² com 70 assentamentos no município.
De acordo com o recenseamento de 2011, a vila de Lipljan tem 6 870 habitantes, enquanto o município possui 57 605 habitantes.

## Etimologia

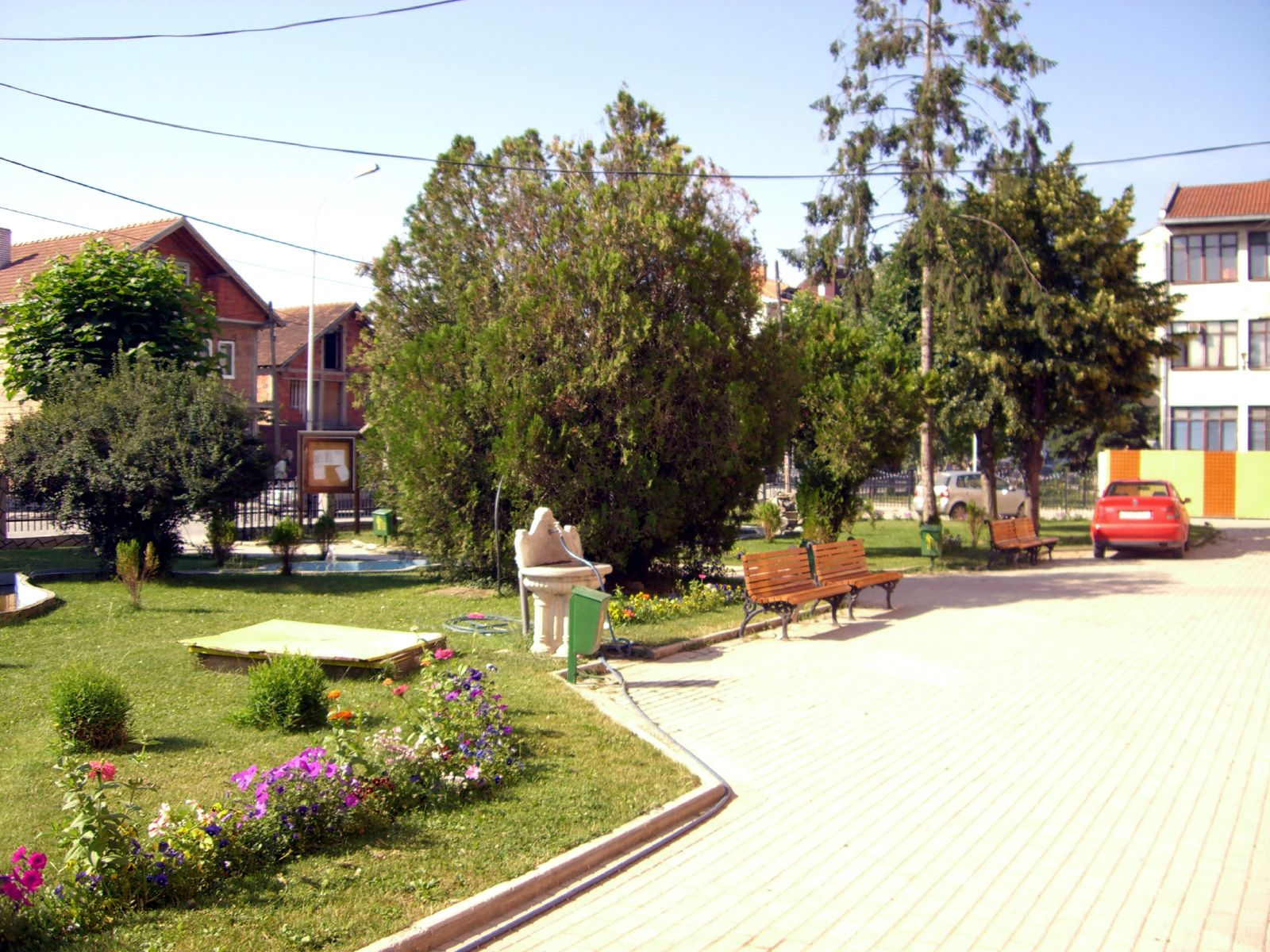
Parque em Lipljan.

O nome da cidade, Lipljan, é derivado do sérvio, "tilia", referindo-se à folhagem local. O nome lipa é freqüentemente usado para se referir aos eslavos do sul. A cidade romana de Ulpiana estava localizada perto de Lipljan e foi nomeada em homenagem ao imperador romano Marco Úlpio Nerva Trajano. No início da Idade Média, a localidade fazia parte do Império Búlgaro e pertencia a uma diocese do Patriarcado búlgaro. A forma neo-latina Lypenion, ao se referir a cidade, ocorreu pela primeira vez em um texto bizantino de 1.018 d.C, que confirmou a cidade como sede episcopal do arcebispado búlgaro de Ohrid após a conquista bizantina da Bulgária no mesmo ano.